# فوزية يوسف الجيب
د. فوزية يوسف الجيب (ولدت في 1960 في المنامة، البحرين) سياسية ومعلمة وكاتبة عمود ومؤلفة بحرينية. تشغل حاليا منصب الأمين العام المساعد لشؤون العلاقات والإعلام والبحوث بمجلس الشورى منذ 2014. تعتبر الجيب أول امرأة من مجلس التعاون الخليجي تشغل منصب أمين عام مساعد لمجلس الشورى.

## النشأة والتعليم
ولدت الجيب في العاصمة البحرينية المنامة.
حصلت على ليسانس آداب في التاريخ من كلية الآداب بجامعة القاهرة في العام 1979. ثم حصلت من جامعة القديس يوسف بلبنان على دبلوم عالي في التاريخ في عام 1992 ثم ماجستير آداب (تاريخ) في العام 1995 ثم دكتوراه في العلوم الإنسانية (التاريخ) في عام 2000. تعتبر الجيب أول خريجة دكتوراه من دول مجلس التعاون الخليجي في هذا التخصص وتم تكريمها في عيد العلم 2003 لحصولها عل درجة الدكتوراه.
ثم حصلت على الدبلوم التدريبي العالي في العلاقات العامة في يناير 2014 من المعهد الملكي للعلاقات العامة بلندن بالمملكة المتحدة. ثم حصلت على الشهادة المهنية من معهد الإدارة القانونية بالمملكة المتحدة والمتقدمة في الإدارة والقيادة في عام 2014 من المركز الدولي للدراسات البرلمانية بلندن. ثم حصلت على دبلوم الدبلوماسية البرلمانية العربية الذي نظمه البرلمان العربي بالتعاون مع جامعة القاهرة في عام 2021.
كما أنهت الجيب عدة برامج تدريبية وذلك حسب التالي:
- أكثر من 30 دورة في مجال الإدارة المتقدمة والحديثة / تطبيق الجودة الشاملة / الإعلام البرلماني/ العلاقات العامة.
- حاصلة على شهادة الخبير في الإعلام البرلماني في الفترة 8-10 يونيو 2008.
- برنامج تدريبي: "Parliamentary Officers Program" – البرلمان الكندي – كندا – 16-28 أكتوبر 2011.
- منتدى الإعلام العربي 2012 (الفكر العربي) دبي 9 – 8 مايو 2012.
- ورشة العمل العاشرة للباحثين البرلمانيين وللبرلمانيين كلية وركستون / أوكسفورد شاير / المملكة المتحدة 28 – 29 يوليو 2012.
- برنامج تدريبي: «مهارات التواصل المجتمعي في المؤسسات البرلمانية» مجلس الأمة / الكويت 19- 17 ديسمبر م 2013.
- برنامج تدريبي: «المتحدث الرسمي الإعلامي» – القاهرة – جمهورية مصر العربية 8-12 نوفمبر2015.
- المؤتمر العربي الدولي الثالث للعلاقات العامة «آفاق جديدة للتواصل في عالم عربي متغير – المداخل الفعالة لإدارة التواصل» 19-20 ديسمبر 2016.
- ورشة عمل «وسائل التواصل: المدخل السحري لتغيير السلوكيات – الدور الإيجابي للإعلام في تغيير الفرد والمجتمع» 21 ديسمبر 2016.

كما قامت بزيارات استطلاعية حسب التالي:
- المرأة في القيادة السياسية – برنامج القيادة للزائر الدولي زيارة إلى خمس ولايات – الولايات المتحدة الأمريكية 5 – 24 فبراير 2017.
- زيارة استطلاعية لمجلس الأعيان الأردني- أغسطس 2014.
- زيارة استطلاعية للبرلمان الأسترالي – مايو 2015.[7]

## المسيرة المهنية
عملت بوظيفة ضابطة توظيف في شركة الخليج لصناعة البتروكيماويات (جيبك) من العام 1980 لغاية العام 1982. ثم انتقلت للعمل منسقة شئون الموظفين والتدريب في بنك البحرين الوطني من 1982 إلى 1984. ثم انتقلت للعمل رئيسة شئون الموظفين والتدريب في البنك البحريني السعودي من 1984 إلى 1990. ثم انتقلت للعمل أخصائية تراخيص سياحية ومراقب التخطيط والتطوير السياحي في وزارة شئون مجلس الوزراء والإعلام من أكتوبر 1990 إلى 1998. ثم ترقت إلى رئيسة قسم التراخيص السياحية بشئون السياحة بوزارة الإعلام من 1998 إلى 2003. ثم ترقت إلى رئيسة قسم ضمان الجودة بمكتب وزير الإعلام من 2003 إلى 2005. ثم انتقلت للعمل رئيسة قسم الإعلام بمجلس الشورى من 2005 إلى 2007. ثم ترقت إلى مديرة إدارة العلاقات العامة البرلمانية والإعلام بمجلس الشورى من أكتوبر 2007 إلى 2014. وتعتبر الجيب أول امرأة تتولى منصب مدير علاقات عامة وإعلام ومراسم في السلطة التشريعية على مستوى الوطن العربي.
في 21 يناير 2014 أصدر رئيس مجلس الشورى علي الصالح قرار بتعيينها أمين عام مساعد لشئون العلاقات العامة والإعلام والبحوث. وقال بيان الشورى إن هذا القرار يأتي انطلاقا من حرص مجلس الشورى على تطوير عمل الأمانة العامة والتأكيد على دور المرأة البحرينية وكفاءتها لتقلد المناصب القيادية إضافة إلى الاهتمام بالطاقات المنتجة القادرة على البذل والعطاء لخدمة هذا الوطن.
كما أنها لديها عضوية في اللجان التالية:
- اللجان الداخلية في مجلس الشورى:
  - رئيسة لجنة تكافؤ الفرص من 2013.[12]
  - رئيسة اللجنة المشتركة للفعاليات بين مجلس الشورى ومجلس النواب.
  - رئيسة لجنة مشتركة للتنسيق بين الأمانة العامة لمجلس الشورى والإدارة التنفيذية لمعهد البحرين للتنمية السياسية.
  - المنسقة الإعلامية للجنة الوطنية المعنية بتوصيات تقرير اللجنة البحرينية المستقلة لتقصي الحقائق.
  - رئيسة لجنة المرافقين الإداريين والإعلاميين من فبراير 2008.
  - رئيسة اللجنة الإجتماعية من 2006 إلى 2011.

```
* اللجان الداخلية في وزارة الاعلام:
```

- - عضوة في لجنة للنظر في طعون الموظفين في القرارات الإدارية من 2003 إلى 2005.
  - عضوة في لجنة تطوير كفاءة الأداء والخدمات وتطبيق نظام الجودة من 2002 إلى 2005.
  - عضوة في لجنة مهرجان العيد الوطني من 1992 إلى 2003.
- اللجان الخارجية في مملكة البحرين:
  - عضوة في اللجنة القيادية لمشروع الاستراتيجية الوطنية لحماية البيئة من 2003.
  - عضوة في لجنة دراسة طلبات دول الأعضاء في منظمة التجارة العالمية (التراخيص الإعلامية) من 2003.
  - عضوة في لجنة منع الإتجار بالأفراد بوزارة الخارجية من 2002.

كما عملت الجيب مدرسة بدوام جزئي في كلية الآداب بقسم الإعلام والسياحة والفنون من 2003 إلى 2008.
وكذلك فإن الجيب حاصلة على العضوية في الجمعيات الأهلية التالية:
- جمعية تاريخ وآثار البحرين.
- جمعية الإداريين البحرينية.
- جمعية البحرين للتدريب وتنمية الموارد البشرية.
- عضو في عدة فعاليات ولجان داخلية وخارجية.

شاركت الجيب في العديد من المؤتمرات الداخلية والخارجية.
لها عدة كتابات وأعمدة في وسائل الإعلام المحلية منها:
- كاتبة عمود من الذاكرة (مجلة هنا البحرين).
- كاتبة عمود تواريخ (جريدة الأيام).

## ببلوغرافيا
ألفت كتابين هما:
- تاريخ النفوذ البرتغالي في البحرين.[14]
- تاريخ السياحة وتطورها في البحرين.

## الحياة الشخصية
متزوجة ولها أربعة أبناء (3 أولاد وبنت).